# Список газовидобувних підприємств України
Перелік газовидобувних підприємств України